# Obraz Matki Boskiej Złoczewskiej
Obraz Matki Boskiej Nieustającej Pomocy  Matka Boska Złoczewska – wizerunek przedstawiający Matkę Boską z Dzieciątkiem, znajdujący się w ołtarzu bocznym w kościele św. Krzyża w Złoczewie. Obdarzony szczególnym kultem przez mieszkańców miasta i okolicznych miejscowości.

## Historia obrazu
Pochodzenie obrazu jak i data jego powstania nie są dokładnie znane, prawdopodobnie został on namalowany w XVI lub na początku XVII wieku. Autor obrazu również jest nieznany. Pierwsza wzmianka o obrazie pochodzi z 1616 roku. Wspomina o nim o. Dominik Elewski kronikarz z klasztoru oo. Bernardynów (1761–1764) w Złoczewie (obecnie klasztor Mniszek Kamedułek), zanotował on w swojej kronice historię znalezienia w lesie pięknego obrazu Matki Bożej.
„Pewien chłop z majątku złoczewskiego wybrał się po chrust do lasu. W czasie, gdy szukał gałęzi, pod drzewem znalazł obraz. Ciesząc się, ułożył go na wozie, niczym kosztowny skarb. Radośnie, drogą okrężną zawiózł obraz do domu, chcąc zatrzymać go u siebie. Ale pewien mieszczanin ze Złoczewa zauważył w domu chłopa ów wizerunek Matki Boskiej, podziwiając jego bardzo stare wykonanie.[...] Kupiec z rąk chłopa odebrawszy[za kilka miar zboża - przyp. J.M.] tak pożądany, pełen wdzięku obraz, ucałowawszy go, wielce uradowany zaniósł do domu. Wieść o tym [...] szybko rozniosła się po Złoczewie. Mówiono, że w domu mieszczanina zbierają się ludzie, aby zobaczyć ów cud. Również Najdostojniejszy Dobroczyńca naszego zgromadzenia [Andrzej Ruszkowski - przyp. J.M.] chciał zobaczyć ten niezwykły obraz. Zawołał do siebie mieszczanina, żądając przyniesienia wizerunku Matki Boskiej. Mając na względzie zainteresowanie nim, usilnie zapragnął go mieć u siebie. Odkupił obraz.[...] Najczcigodniejszy, prawdziwy Dobroczyńca postanowił umieścić obraz w skrzyni [...] Około północy wokół niego powstał wielki blask, który przez wielu był widziany. [...] Ojcowie i bracia nasi (bernardyni) dowiedziawszy się o tym osobliwym cudzie, namówili Najjaśniejszego Fundatora, aby ten piękny i święty wizerunek umieścił w takim miejscu, z którego nie można byłoby go utracić. W następstwie tego obraz został wyjęty z ciemnej skrzyni. Najjaśniejszy Dobroczyńca natychmiast skierował kroki do swej kaplicy, gdzie leżał święty i cudowny wizerunek, aby, jak było w zwyczaju, zobaczyć go przy porannej modlitwie. Obrazu nie było. Znaleziono go pod murem przy kościele klasztornym.[...] Na tę wiadomość Najjaśniejszy Dobroczyńca natychmiast znaleziony skarb szybko ukrył.[...] Po raz drugi i trzeci został wyjęty ze skrzyni i zaniesiony w to samo miejsce co pierwszy raz. Z tego miejsca, w którym znaleziono ukryty obraz, jako ofiarę, wniesiony został do kościoła w obecności Najjaśniejszego Dobroczyńcy[...]”
Na początku umieszczony w ołtarzy głównym, W czasie generalnego remontu w latach 70. umieszczono go w ołtarzu bocznym.  W 1685 roku Katarzyna Urbańska ufundowała srebrną, wysadzaną perłami i drogimi kamieniami sukienkę. W XIX wieku sporządzono nową, rzeźbioną w drewnie i pozłacaną sukienkę, która zachowała się  do naszych czasów. Na przełomie 1998/1999 roku obraz poddano gruntownej renowacji, w trakcie której przywrócony mu został pierwotny wygląd ukryty pod XIX w. sukienką.

## Kult obrazu
Do połowy XVIII wieku zapisano ponad 1700 łask doznanych za pośrednictwem obrazu Matki Boskiej Złoczewskiej. Do miasta przybywały liczne pielgrzymki by wyprosić potrzebne łaski. Swą osobę zawierzył również Wojciech Urbański, kasztelan wieluński, właściciel Złoczewa, wyruszając na wyprawę wiedeńską. Przed obrazem modlą się nie tylko złoczewianie i mieszkańcy okolic. Pielgrzymi podróżujący na Jasną Górę zatrzymują się tu aby pomodlić się przed obrazem Matki Boskiej Złoczewskiej. Przed obrazem odprawiana jest w każdą sobotę uroczysta Nowenna Do Matki Bożej Nieustającej Pomocy. Każdego roku 8 grudnia w klasztornym kościele Mniszek Kamedułek obchodzony jest odpust ku czci Niepokalanego Poczęcia Najświętszej Marii Panny. Wiąże się on z trwającym w tym miejscu nieprzerwanie od 400 lat kultem Matki Bożej. Odpust ku czci NMP Niepokalanej obchodzony jest w klasztorze bardzo uroczyście.